# ボンエルフ

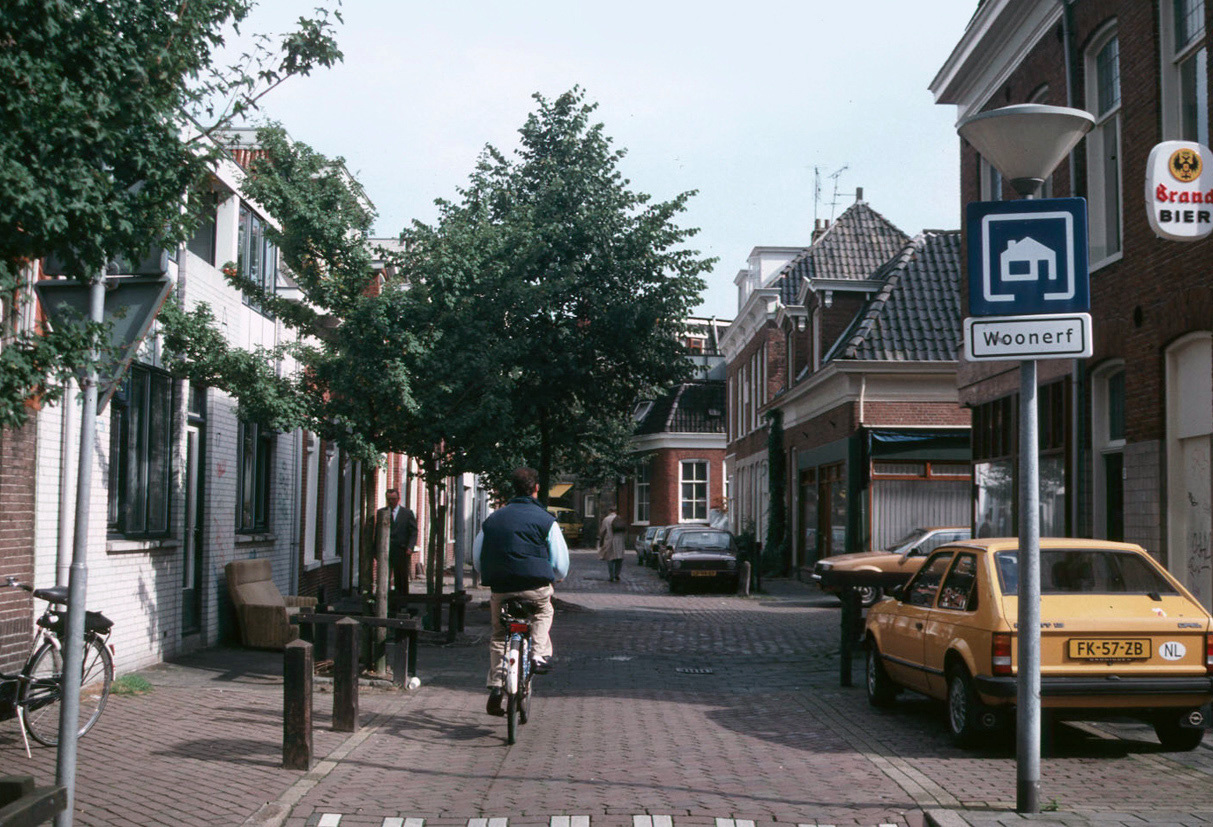
ボンエルフとして設計された道路。駐車スペースや意図的な蛇行といったボンエルフの特徴を具備している。

ボンエルフ（オランダ語: woonerf）とは、生活道路において、車道を蛇行させるなどして自動車の速度を下げさせ、歩行者との共存を図ろうとする道路のこと。1972年のオランダの都市デルフトがその始まりとされる。ボンエルフはオランダ語で「生活の庭」を意味し、オランダでは短くErfと呼ばれることも多い。

## 目的
ボンエルフの目的は住宅地における人と車の共存である。1960年代後半、ブキャナンレポートなどにより、都市計画に「歩車分離」の概念が浸透した。歩車分離の手法としては、意図的に袋小路を作り、住宅地を通過するだけの車両交通を排除する「ラドバーン方式」や環状道路に囲まれた地区を複数の小地区に分割し、小地区間の車両交通を規制することにより、環状道路へと車両を逃がす「トラフィックゾーンシステム」などが存在する。しかしこれらの手法を完全な形で既存の道路に適用することは実際上困難である。
ボンエルフは自動車の速度制限を行うことで、費用及び地形上の制限を軽減し、歩行者の安全という目的を果たすことを意図している。

## 手法
ボンエルフの施されている区間ではスピードがでないように意図的なカーブの配置や、路上駐車スペースとハンプの設置がなされている。これらは、ドライバーに「運転しづらさ」を認識させることで、速度制限を行わせるものである。設定速度は15キロメートル毎時が目安となっている。
日本において、ボンエルフの概念はコミュニティ道路に組み込まれている。